# برادر فوق‌العاده
برادر فوق‌العاده (به هندی: Bhaiaji Superhit) فیلمی محصول سال ۲۰۱۸ و به کارگردانی نیراج پاتک است. در این فیلم بازیگرانی همچون سانی دئول، پریتی زینتا، آمیشا پاتل، آرشاد وارسی، شریاس تالپاده، پانکاج تریپاتی، جایدیپ اهلاوات، اولین شارما ایفای نقش کرده‌اند.